# Juquila, Atlamajalcingo del Monte
Juquila är en ort i Mexiko.   Den ligger i kommunen Atlamajalcingo del Monte och delstaten Guerrero, i den sydöstra delen av landet, 250 km söder om huvudstaden Mexico City. Juquila ligger 2 212 meter över havet och antalet invånare är 161.
Terrängen runt Juquila är kuperad åt nordväst, men åt sydost är den bergig. Runt Juquila är det ganska tätbefolkat, med 65 invånare per kvadratkilometer. Närmaste större samhälle är Malinaltepec, 9,2 km väster om Juquila. I omgivningarna runt Juquila växer huvudsakligen savannskog.